# Валбом
Валбом (порт. Valbom) је град у северозападној Португалији. Према попису из 2011, је у граду је живело 14.407 становника. Према локацији, се град налази на реци Дуеро. У граду је највише развијена економија.